# The Little Red Hen

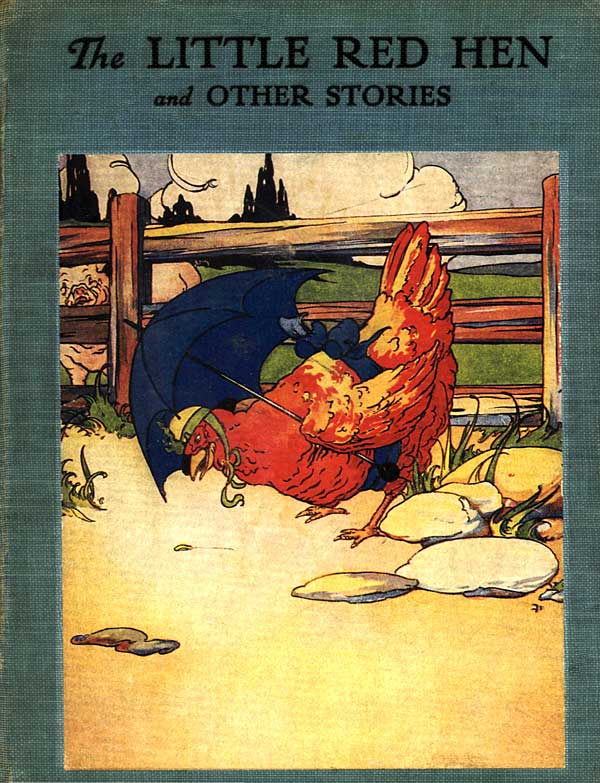
Illustratie van Florence White Williams, 1918

The Little Red Hen is een volkssprookje, waarschijnlijk van Russische origine, dat vooral in de Verenigde Staten erg bekend is geworden. Er bestaan veel verschillende versies van het verhaal. De onderliggende moraal is dat wie niet ergens voor werkt, de uiteindelijke vruchten daarvan ook niet zal plukken.
In 1934 maakte The Walt Disney Company een korte tekenfilm op basis van het sprookje, The Wise Little Hen, als onderdeel van de serie Silly Symphonies. De eend in dit filmpje, Donald Duck, maakte hiermee zijn debuut als de wereldberoemde tekenfilm- en stripfiguur die hij zou worden.
Het sprookje is ook in verband gebracht met het presidentschap van Ronald Reagan.

## Verhaal
Op een boerderij vindt een rode hen een korrel tarwe, waar ze graag brood van wil maken. Ze vraagt aan verschillende andere dieren op de boerderij (bijvoorbeeld de kat, de hond en het varken) of ze haar daarbij een handje willen helpen, maar geen van de andere dieren is hiertoe bereid. De hen doet daarom alles maar zelf: eerst het oogsten en dorsen van de tarwe, vervolgens het malen van de verkregen bloem en ten slotte het bakken tot het eindproduct, brood.
Als de hen uiteindelijk het brood klaar heeft, ruikt het heerlijk. De dieren die eerst niet wilden helpen, staan nu te popelen om ook wat van het brood te proeven. De hen besluit echter dat ze het opeten helemaal alleen doet, aangezien ze tot nu toe ook al het andere werk in haar eentje heeft gedaan.